# Saint-Jeanvrin
Saint-Jeanvrin ist eine französische Gemeinde mit 166 Einwohnern (Stand 1. Januar 2022) im Département Cher in der Region Centre-Val de Loire.

## Geografie
Saint-Jeanvrin liegt im Zentrum Frankreichs im Südwesten des Départements Cher, etwa 50 Kilometer südwestlich der Stadt Bourges, 25 Kilometer südwestlich von Saint-Amand-Montrond, dem Sitz der Unterpräfektur des Arrondissements, und 5,6 Kilometer nordöstlich von Châteaumeillant, dem Hauptort des Kantons und des Gemeindeverbandes Communauté de communes Berry Grand Sud, auf einer mittleren Höhe von 236 Metern über dem Meeresspiegel. Die Mairie steht auf einer Höhe von 223 Metern. 
Nachbargemeinden von Saint-Jeanvrin sind Beddes im Westen, Le Châtelet im Nordosten, Saint-Maur im Osten und Châteaumeillant im Südwesten. Das Gemeindegebiet wird vom Fluss Sept Fonds und seinem Zufluss Riollette durchquert. Es hat eine Fläche von 1753 Hektar. Östlich vom Ortskern liegen zwei Weiher, die im 13. Jahrhundert von den Seigneurs der Ortschaft angelegt wurden. Die Landschaft ist von Bocage geprägt.
Die Gemeinde ist einer Klimazone des Typs Cfb (nach Köppen und Geiger) zugeordnet: Warmgemäßigtes Regenklima (C), vollfeucht (f), wärmster Monat unter 22 °C, mindestens vier Monate über 10 °C (b). Es herrscht Seeklima mit gemäßigtem Sommer.

## Geschichte
Ursprünglich war Saint-Jeanvrin ein Teil von Beddes. Die Kirche Saint-Georges wurde 1115 in einer Päpstlichen Bulle als Kirche Saint-Jeanvrin erstmals erwähnt. Sie unterstand der Abtei Déols. Saint-Jeanvrin war ein Lehenssitz, dessen erster Seigneur Guillaume Espinaz war. Gegen Ende des 12. Jahrhunderts unterstand das Lehen der Seigneurie von Le Châtelet. Im 16. Jahrhundert hatte die Ortschaft 44 statistische Feuerstellen zur Berechnung der Steuer (feu fiscal), was etwa 220 Einwohnern entspricht. Gegen Ende des 18. Jahrhunderts gab es 74 feu fiscal, also etwa 370 Einwohner.
Während der Französischen Revolution (1789–1799) wurde die Gemeinde Bord genannt.
Im zweiten Viertel des 19. Jahrhunderts wurde in den Weilern Peuteloup und les Vignes Wein angebaut. In der zweiten Hälfte des 19. Jahrhunderts führte die Einführung von Mischkultur statt Monokultur zu besseren Ernteerträgen, wodurch die Gemeinde wuchs. Von 1806 bis 1881 stieg die Einwohnerzahl von 550 auf 716 an. Zwischen 1861 und 1891 wurden 55 neue Häuser gebaut. Im letzten Viertel des 19. Jahrhunderts wurde eine Eisenbahnstrecke gebaut, die Châteaumeillant mit La Guerche verband. Die Strecke ist inzwischen geschlossen und die Schienen sind verschwunden. In Saint-Jeanvrin steht noch das Schrankenwärterhaus.

### Bevölkerungsentwicklung
| Jahr                       | 1962 | 1968 | 1975 | 1982 | 1990 | 1999 | 2006 | 2016 |
| Einwohner                  | 270  | 256  | 210  | 178  | 171  | 150  | 158  | 154  |
| Quellen: Cassini und INSEE |      |      |      |      |      |      |      |      |

## Sehenswürdigkeiten

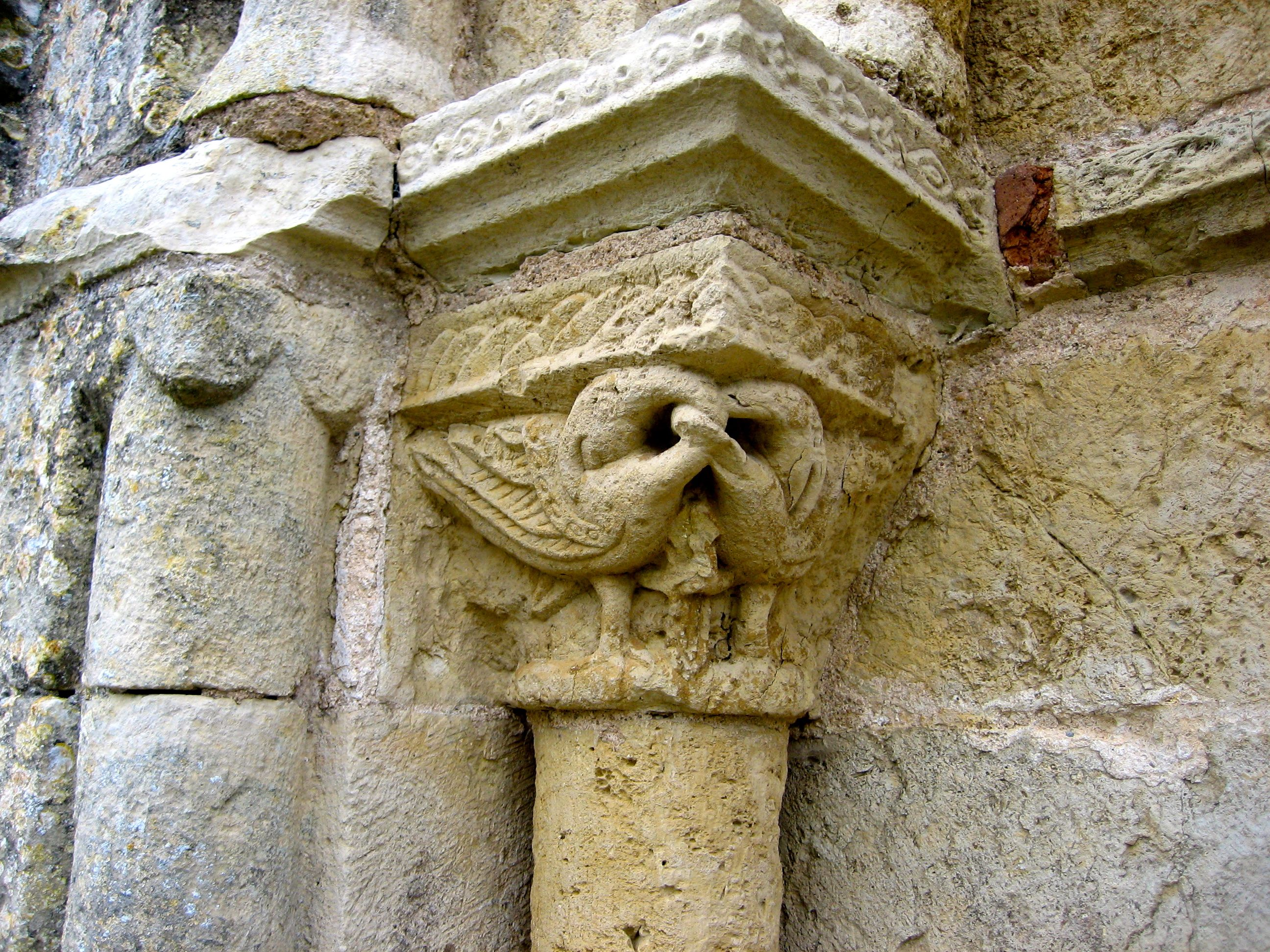
Dieses Kapitell aus dem 12. Jahrhundert zeigt Vögel mit verschränkten Hälsen.

Ursprünglich war der Hauptschutzpatron der Kirche Januarius (Janvier), heute ist es der heilige Georg. Im letzten Viertel des 15. Jahrhunderts ließ die Familie Blanchefort das Strebewerk des Kirchenschiffs verstärken und die Fenster der Apsis sowie der zwei Kapellen vergrößern. In der Apsis ist ein Fenster aus dieser Zeit erhalten. 1792 brach der Kirchturm zusammen und sein ehemaliger Standort wurde mit Ziegeln gedeckt. 1852 wurde ein neuer Kirchturm gebaut. Die Dächer wurden 1905 restauriert, entsprechen aber nicht den originalen Dächern. Das Gebäude wurde 1911 als Monument historique klassifiziert. Fünf Kapitelle aus dem 12. Jahrhundert wurden 1911 ebenfalls als Monument historique eingestuft. Sie zeigen Menschen, Drachen, Feuer, Löwen und Vögel und sind außerdem mit floralen Ornamenten verziert.
Siehe auch: Liste der Monuments historiques in Saint-Jeanvrin

## Wirtschaft und Infrastruktur
Im Jahr 2009 waren 37,3 Prozent der Erwerbstätigen in der Gemeinde beschäftigt, die anderen waren Pendler. 7,8 Prozent der Arbeitnehmer waren arbeitslos.
Der nächstgelegene Haltepunkt befindet sich in Urçay und ist 27,2 Kilometer entfernt. Der nächste Flughafen ist der 37,4 Kilometer entfernt liegende Flughafen Montluçon-Guéret in Lépaud.
Auf dem Gemeindegebiet gelten geschützte geographische Angaben (IGP) für Rindfleisch von Charolaisrindern (Bœuf Charolais du Bourbonnais), Lammfleisch (Agneau du Bourbonnais und du Limousin), Schweinefleisch (Porc d’Auvergne), Geflügel (Volailles d’Auvergne und du Berry) sowie Val-de-Loire-Weine.

## Persönlichkeiten
- Gaston Rivière (1909–2004), Drehleierspieler[6]